# Сульфид галлия(II)
Сульфид галлия(II) — неорганическое соединение, соль металла галлия и сероводородной кислоты с формулой GaS, бесцветные или жёлтые кристаллы, не растворимые в холодной воде, разлагаются в горячей.

## Получение
- Восстановление водородом сульфида галлия(III):

{\displaystyle {\mathsf {Ga_{2}S_{3}+H_{2}\ {\xrightarrow {800^{o}C}}\ 2GaS+H_{2}S}}}
- Синтезом из элементов:

{\displaystyle {\mathsf {Ga+S\ {\xrightarrow {}}\ GaS}}}
- Осаждение сероводородом растворимых солей двухвалентного галлия:

{\displaystyle {\mathsf {GaCl_{2}+H_{2}S\ \rightleftarrows \ GaS\downarrow +2HCl}}}

## Физические свойства
Сульфид галлия(II) образует бесцветные или жёлтые кристаллы гексагональной сингонии, пространственная группа P 63/mmc, параметры ячейки a = 0,3578 нм, c = 1,547 нм, Z = 4.
Не растворяется в холодной воде, разлагается в горячей.

## Химические свойства
- Диспропорционирует при нагревании в вакууме:

{\displaystyle {\mathsf {4GaS\ {\xrightarrow {T}}\ Ga_{2}S_{3}+Ga_{2}S}}}